# 中之島インテス
中之島インテス（なかのしまインテス）は、大阪市北区中之島6丁目にある超高層ビル。主に企業のオフィスがテナントとして入っている。なお、隣には中之島プラザ、中之島センタービルが建っている。

## 概要
1フロア335坪には一切、柱がない。また、ゾーン別の空調が採用されている。

### 入居している主なテナント
- NTTネオメイト関西
- 大塚製薬 大阪支店
- 三水コンサルタント 本社
- コムエンス 本社
- スリーエム ジャパン 大阪支店
- 三菱電機デジタルイノベーション 関西支社
- 電算システム 大阪支社
- ユニホップ 大阪事業所
- スウェーデンハウス 関西支店
- ヒガサカメラサービス
- 在大阪インドネシア共和国総領事館
- ベースボール・マガジン社　大阪支社
- ベクトル 関西支社

## アクセス
- 京阪中之島線「中之島駅」
- OsakaMetro（中央線・千日前線）阿波座駅より徒歩約10分
- 大阪シティバス 53系統船津橋停留所下車すぐ
- 大阪シティバス 55系統堂島大橋停留所より徒歩約2分
- 大阪シティバス 88系統土佐堀二丁目停留所より徒歩約5分

なお、JR大阪駅よりシャトルバスも運行されている。